# Brentino Belluno
Brentino Belluno là một đô thị ở tỉnh Verona trong vùng Veneto của Ý, có cự ly khoảng 110 km về phía tây của Venice và khoảng 25 km về phía tây bắc của Verona. Tại thời điểm ngày 31 tháng 12 năm 2004, đô thị này có dân số 1.333 người và diện tích là 26,5 km².
Đô thị Brentino Belluno có các frazioni (các đơn vị trực thuộc, chủ yếu là các làng) Belluno Veronese, Rivalta, Brentino, và Preabocco.
Brentino Belluno giáp các đô thị: Avio, Caprino Veronese, Dolcè, Ferrara di Monte Baldo, và Rivoli Veronese.